# Menso Folkerts
Menso Folkerts (* 22. Juni 1943 in Eschwege) ist ein deutscher Wissenschafts- und Mathematikhistoriker.

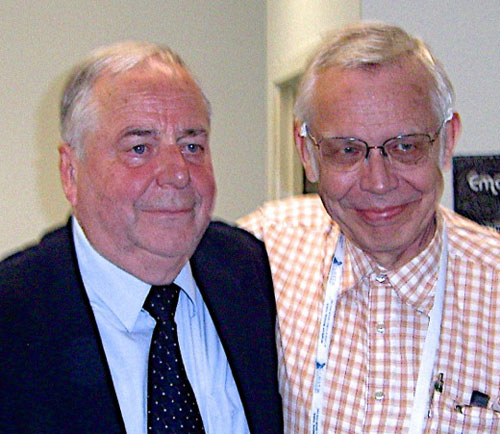
Menso Folkerts (links) mit Jens Høyrup (2013)

## Leben

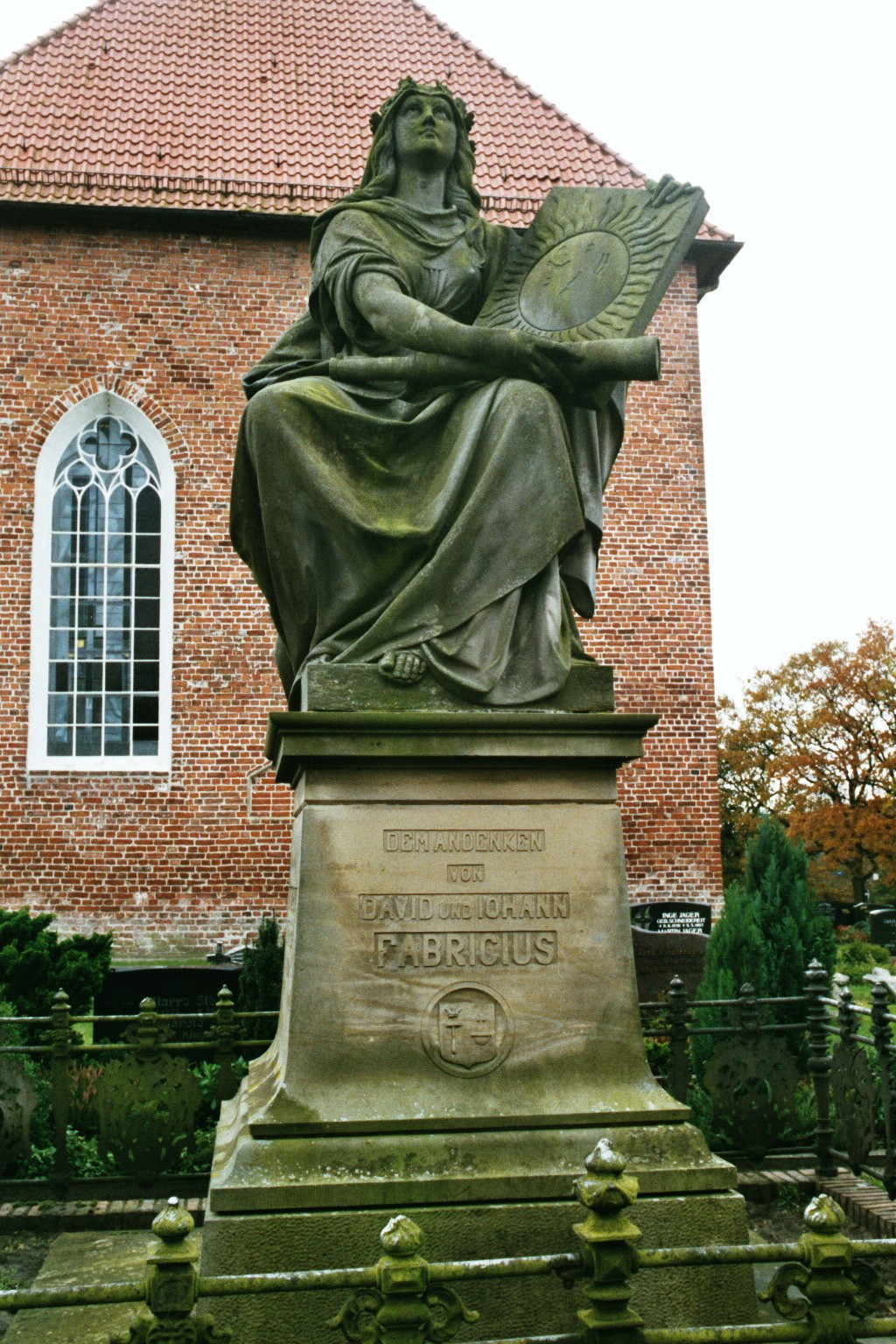
Fabricius-Denkmal vor der Warnfried-Kirche (Osteel)

Während des II. Weltkriegs in Hessen geboren, verbrachte Folkerts seine Jugend im ostfriesischen Osteel, wo 1611 David und Johann Fabricius die Sonnenflecken entdeckt hatten (→ #Schaffen).
Von 1962 bis 1967 studierte er Klassische Philologie, Mathematik und Historische Hilfswissenschaften an der Universität Göttingen. Bei Jürgen Mau lernte er griechische mathematische Texte kennen, und bei Hans Goetting erwarb er paläographische Kenntnisse.
Folkerts’ Dissertation war eine kritische Edition einer im 11. Jahrhundert zusammengestellten und Boethius zugeschriebenen Geometrie (Geometrie II zur Unterscheidung von einem ähnlichen Text aus dem 8. Jahrhundert), die Übersetzungen von Teilen der Elemente Euklids enthält. Gutachter waren Karl Deichgräber, Will Richter und Goetting. Ein Nebengutachten lieferte Helmuth Gericke, der an der Universität München den Lehrstuhl für Geschichte der Naturwissenschaften innehatte.
Joseph Ehrenfried Hofmann gab die Arbeit in der Reihe Boethius. Texte und Abhandlungen der exakten Wissenschaften (die Folkerts später übernahm) heraus.

In Göttingen legte er 1968 das Staatsexamen für das Lehramt an höheren Schulen ab.
Von 1969 bis 1976 war Folkerts Wissenschaftlicher Assistent bzw. Assistenzprofessor am neu gegründeten und mit Christoph J. Scriba besetzten Lehrstuhl für Geschichte der exakten Wissenschaften und der Technik an der TU Berlin, wo er sich 1973/74 habilitierte. Von 1976 bis 1980 war er C3-Professor für Mathematik mit dem Schwerpunkt Berufspraxis und Geschichte der Mathematik an der Universität Oldenburg. Von 1980 bis zum Eintritt in den Ruhestand (2008) war er C4-Professor für Geschichte der Naturwissenschaften an der Ludwig-Maximilians-Universität München und Leiter des gleichnamigen Instituts.

## Schaffen
Folkerts’ wissenschaftliche Arbeiten umspannen die Geschichte der Mathematik von der Antike bis in die Neuzeit.
Den Schwerpunkt seiner Forschungen bilden die mathematischen Wissenschaften im Mittelalter und in der frühen Neuzeit. Zu den lateinischen Texten, von denen er kritische Editionen vorlegte, gehören
eine Aufgabensammlung aus der Zeit Karls des Großen,
eine verbreitete Bearbeitung von Euklids Elementen aus dem 12. Jahrhundert,
die Arithmetik von al-Ḫwārizmī (al-Chwarizmi) über das Rechnen mit den indisch-arabischen Ziffern (Arabische Zahlschrift) und
die mathematischen Schriften des Nikolaus von Kues.
Folkerts arbeitete auch über Gerbert von Aurillacs Rechenbrett, bei dem auf den Steinen indisch-arabische Ziffern stehen, und über die Rithmomachie. Weitere Veröffentlichungen beschäftigen sich mit Johannes Regiomontanus und mit der Entwicklung der Algebra im 15. und 16. Jahrhundert. Folkerts hat ein bis dahin unbekanntes Verfahren von Jost Bürgi entdeckt, um allein durch Verdoppeln und Addieren Sinuswerte zu berechnen. Außerdem hat er sich mit den Texten aus dem 15. bis 17. Jahrhundert über die Volumenbestimmung von Fässern beschäftigt (Visierkunst). Folkerts hat Leben und Werk der Astronomen David und Johann Fabricius untersucht.

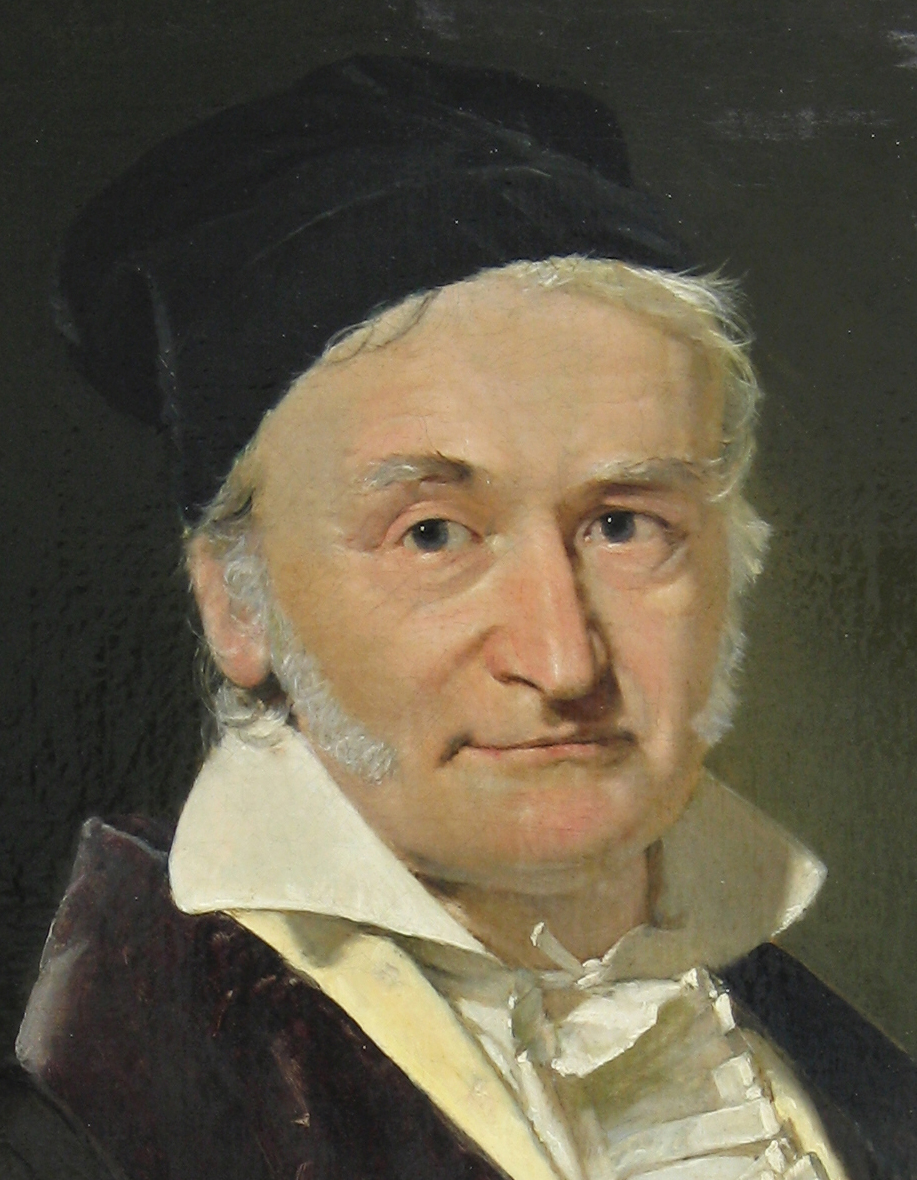
Carl Friedrich Gauß

Weitere Arbeiten befassen sich mit Carl Friedrich Gauß und seinem wissenschaftlichen Umfeld. Folkerts hat die Aktivitäten von Gauß als Professor an der Göttinger Universität, auch seine Haltung zu den Göttinger Sieben, auf Grund detaillierter Quellenstudien dargestellt. Auf seinen Forschungen beruht das Gauß-Portal der Akademie der Wissenschaften zu Göttingen, das alle bekannten Briefe von und an Gauß verzeichnet (Gauß-Briefdatenbank). Folkerts hat den einzigen vollständigen Katalog von Gauß’ Bibliothek in Natchitoches (Louisiana, USA) wiederentdeckt.
Andere Arbeiten von Folkerts beschäftigen sich mit Mathematikern im Umfeld von Gauß, die aus Folkerts’ ostfriesischer Heimat stammen: Enne Heeren Dirksen, Fooke Hoissen Müller, Jabbo Oltmanns, Johann Ludwig Tiarks.
Auch zur Heinrich-Heine-Forschung trug Folkerts bei. Er fand heraus, dass Heines letzte, von diesem „Mouche“ genannte Freundin Elise Krinitz keineswegs, wie bis dahin angenommen, aus herrschaftlichen Verhältnissen stammte, sondern als Adoptivkind in Fooke Hoissen Müllers weiterer Verwandtschaft aufwuchs.

## Veröffentlichungen (Auswahl)

### Autor
Kritische Editionen
- „Boethius“ Geometrie II, ein mathematisches Lehrbuch des Mittelalters (= Boethius. Band 9). Franz Steiner Verlag, Wiesbaden 1970, OCLC 169428.
- Die älteste mathematische Aufgabensammlung in lateinischer Sprache: Die Alkuin zugeschriebenen Propositiones ad acuendos iuvenes. Überlieferung, Inhalt, Kritische Edition (= Denkschriften der Österreichischen Akademie der Wissenschaften, Mathematisch-Naturwissenschaftliche Klasse. Band 116, 6. Abhandlung). Böhlau Verlag, Wien 1878, ISBN 978-3-662-24254-4, S. 13–180, doi:10.1007/978-3-662-26367-9.
- (mit Hubert L. L. Busard): Robert of Chester's (?) Redaction of Euclid's Elements, the so-called Adelard II Version (= Science Networks – Historical Studies. Bände 8 und 9). Birkhäuser Verlag, Basel/Berlin/Boston 1992, ISBN 978-0-8176-2727-0.
- Die älteste lateinische Schrift über das indische Rechnen nach al-Hwārizmī. Edition, Übersetzung und Kommentar. (= Bayerische Akademie der Wissenschaften, Philosophisch-historische Klasse. Abhandlungen. Neue Folge. Heft 113). München 1997, ISBN 3-7696-0108-4.
- Nicolai de Cusa Scripta Mathematica. Edidit Menso Folkerts (= Nicolai de Cusa Opera omnia. Volumen XX). Felix Meiner Verlag, Hamburg 2010, ISBN 978-3-7873-1737-0.

Aufsätze zum Mittelalter und zur Frühen Neuzeit
- Frühe Darstellungen des Gerbertschen Abakus. In: Raffaella Franci, Paolo Pagli, Laura Toti Rigatelli (Hrsg.): Itinera mathematica. Studi in onore di Gino Arrighi per il suo 90° compleanno. Centro studi sulla matematica medioevale,  Universität Siena, Siena 1996, OCLC 1109259302, S. 23–43.
- “Rithmomachia”, a Mathematical Game from the Middle Ages. In: Essays on Early Medieval Mathematics. The Latin Tradition. (= Variorum Collected Studies. Band 751). Ashgate Publishing, Aldershot 2003, ISBN 978-0-86078-895-9, Nr. XI (englisch).
- Die mathematischen Studien Regiomontans in seiner Wiener Zeit. In: Günther Hamann (Hrsg.): Regiomontanus-Studien (= Sitzungsberichte – Österreichische Akademie der Wissenschaften, Philosophisch-historische Klasse. Band 364). Verlag der Österreichischen Akademie der Wissenschaften, Wien 1980, ISBN 978-3-7001-0339-4, S. 175–209.
- Die Mathematik im sächsisch-thüringischen Raum im 15. und 16. Jahrhundert. In: Rainer Gebhardt (Hrsg.): Kaufmanns-Rechenbücher und mathematische Schriften der frühen Neuzeit. (= Schriften des Adam-Ries-Bundes e. V. Band 22). Adam-Ries-Bund, Annaberg-Buchholz 2011, ISBN 978-3-930430-94-9, S. 1–22.
- Jost Bürgis „Kunstweg“ zur Berechnung der Sinuswerte. In: Gudrun Wolfschmidt: Festschrift – Proceedings of the Scriba Memorial Meeting – History of Mathematics. (= Nuncius Hamburgensis Band 36). tredition, Hamburg 2017, ISBN 978-3-7345-5289-2, S. 195–213.
- Die Fassmessung (Visierkunst) im späten Mittelalter und in der frühen Neuzeit. In: Rainer Gebhardt (Hrsg.): Visier- und Rechenbücher der frühen Neuzeit. (= Schriften des Adam-Ries-Bundes e. V. Band 19). Adam-Ries-Bund, Annaberg-Buchholz 2008, ISBN 978-3-930430-78-9, S. 1–36.
- Der Astronom David Fabricius (1564–1617): Leben und Wirken. In: Berichte zur Wissenschaftsgeschichte. Band 23. Weinheim 2003, S. 127–142, doi:10.1002/bewi.20000230205.

Gauß und sein Umfeld
- Carl Friedrich Gauß’ Aktivitäten an der Universität Göttingen. In: Nachrichten der Akademie der Wissenschaften zu Göttingen, II. Mathematisch-Physikalische Klasse. Jahrgang 2002, Nr. 2. Vandenhoeck & Ruprecht, 2002, ISSN 0065-5295, S. 25–131.
- Neues zur Handbibliothek von C. F. Gauß. In: Mitteilungen. Nr. 44. Gauß-Gesellschaft e. V., Göttingen 2007, ISSN 0435-1452, S. 43–57.
- Der Mathematiker E. H. Dirksen und C. F. Gauß. In: Mitteilungen. Nr. 20/21. Gauß-Gesellschaft e. V., Göttingen 1983/84, ISSN 0435-1452, S. 66–76.
- Jabbo Oltmanns (1783–1833), ein fast vergessener angewandter Mathematiker. In: Jahrbuch der Gesellschaft für bildende Kunst und vaterländische Altertümer zu Emden. Band 67. Verlag Ostfriesische Landschaft, Aurich 1987, S. 72–180.
- „Ein freundschaftliches Verhältniß“: J. L. Tiarks und C. F. Gauß. In: Hanno Beck, Reinhard Siegmund-Schultze, Christian Suckow, Menso Folkerts (Hrsg.): Natur, Mathematik und Geschichte. Beiträge zur Alexander-von-Humboldt-Forschung und zur Mathematikhistoriographie. (= Acta historica Leopoldina). Nr. 27. Barth, 1997, ISSN 0001-5857, S. 159–174.

Weitere Arbeiten

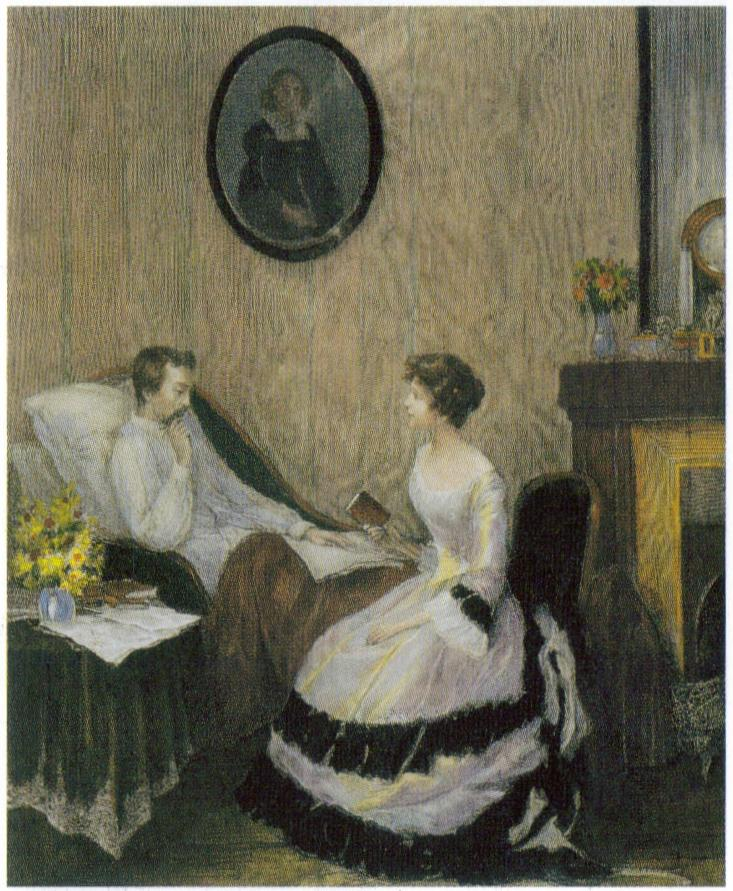
Heine und „Mouche“

- (mit Eberhard Knobloch und Karin Reich): Maß, Zahl und Gewicht. Mathematik als Schlüssel zu Weltverständnis und Weltbeherrschung. 2. überarbeitete und ergänzte Auflage. Harrasowitz Verlag (in Kommission), Wiesbaden 2001, ISBN 978-3-447-04472-1.
- Fooke Hoissen Müller. Sämtliche Gedichte. Kritisch herausgegeben und eingeleitet von Menso Folkerts. Verlag Ostfriesische Landschaft, Aurich 1998. ISBN 3-932206-12-6 (mit ausführlicher Biographie).
- Wer war Heinrich Heines »Mouche«? Dichtung und Wahrheit. In: Joseph Anton Kruse (Hrsg.): Heine-Jahrbuch. 38. Jahrgang. J.B. Metzler, 1999, ISBN 978-3-476-03788-6, S. 132–151 (eingeschränkte Vorschau in der Google-Buchsuche).

### Herausgeber
Von Folkerts herausgegebene Reihen sind:
- Boethius. Texte und Abhandlungen zur Geschichte der exakten Wissenschaften. Franz Steiner Verlag, Stuttgart, Band 12 (1985) bis Band 69 (2018); 58 Bände.
- Algorismus. Studien zur Geschichte der Mathematik und der Naturwissenschaften. Institut für Geschichte der Naturwissenschaften, München, bzw. Dr. Erwin Rauner Verlag, Augsburg, ab Band 1 (1988); bisher 85 Bände.

Seit 1994 ist Folkerts Mitherausgeber der 2019 abgeschlossenen Nicolaus Copernicus Gesamtausgabe.
Folkerts ist bzw. war Mitherausgeber zahlreicher Fachzeitschriften und Reihen, darunter Arabic Sciences and Philosophy, Archive for History of Exact Sciences, Historia Mathematica, Science Networks und Sudhoffs Archiv.
Unter anderen gab Folkerts folgende Einzelpublikationen heraus:
- Kurt Vogel: Kleinere Schriften zur Geschichte der Mathematik. Franz Steiner, Stuttgart 1988.
- Mathematische Probleme im Mittelalter. Der lateinische und arabische Sprachbereich. Harrasowitz, Wiesbaden 1996.
- (mit Yvonne Dold-Samplonius, Joseph W. Dauben, Benno van Dalen:) From China to Paris: 2000 Years Transmission of Mathematical Ideas. Franz Steiner, Stuttgart 2002.
- (mit Andreas Kühne:) Astronomy as a Model for the Sciences in Early Modern Times. Dr. Erwin Rauner Verlag, Augsburg 2006.

Außerdem war er Herausgeber oder Mitherausgeber von Festschriften für Helmuth Gericke (1985), Hans Wußing (1992), Hubert L. L. Busard (1993), Christoph J. Scriba (1996), Kurt-R. Biermann (1997), Paul Kunitzsch (2000), Felix Schmeidler (2001), Brigitte Hoppe (2002) und Ivo Schneider (2004).

## Mitgliedschaften in Wissenschaftsakademien, Auszeichnungen
- Seit 1981 korrespondierendes (membre correspondant), seit 1986 effektives Mitglied (membre effectif) der Académie internationale d’histoire des sciences[3]
- seit 1989 Mitglied der Deutschen Akademie der Naturforscher Leopoldina[4]
- seit 1998 korrespondierendes Mitglied der Sächsischen Akademie der Wissenschaften[5]
- seit 1999 ordentliches Mitglied der Bayerischen Akademie der Wissenschaften[6]
- seit 2011 korrespondierendes Mitglied der Akademie der Wissenschaften zu Göttingen[7]
- Kenneth-O.-May-Preis 2013[8]
- seit 2018 Ehrenmitglied des Adam-Ries-Bundes e. V.

## Mitarbeit in Organisationen und Gremien
- Mitglied des Deutschen Nationalkomitees[9] in der International Union of History and Philosophy of Science (Division of History of Science) 1977-1993 sowie 1997[10]:16-2010
- Fachgutachter für Geschichte der Naturwissenschaften bei der Deutschen Forschungsgemeinschaft 1980-1988[10]:16
- Stellvertretender Vorsitzender bzw. Vorsitzender der Deutschen Gesellschaft für Geschichte der Medizin, Naturwissenschaft und Technik 1982–1988[10]:16–17
- Mitglied des Kuratoriums des Deutschen Museums 1985[10]:17–2010
- Schatzmeister der International Commission on the History of Mathematics (ICHM, in der International Mathematical Union) 1990[10]:16–2010
- Vorsitzender der Kommission für Wissenschaftsgeschichte der Sächsischen Akademie der Wissenschaften 1997–2016
- Obmann und Mitglied des Senats der Deutschen Akademie der Naturforscher Leopoldina 1998[10]:21–2006
- Bayerische Akademie der Wissenschaften: Mitglied der Kepler-Kommission 2006–2016,[10]:21 Vorsitzender der Kommission für Wissenschaftsgeschichte 2008-2016, Vorsitzender des Projektbeirats „Wissenschaftsgeschichte“ seit 2016